# Comté d'Oscoda
Le comté d'Oscoda (Oscoda County en anglais) est au nord-est de la péninsule inférieure de l'État du Michigan. Son siège est à Mio. Selon le recensement de 2000, sa population est de 9 418 habitants. 

## Géographie
Le comté a une superficie de 1 480 km², dont 1 463 km² est de terre.

### Comtés adjacents
- Comté de Montmorency (nord)
- Comté d'Alcona (est)
- Comté d'Ogemaw (sud)
- Comté de Crawford (ouest)